# 鮫島弘子
鮫島 弘子（さめじま ひろこ）は、日本出身、エチオピア在住の起業家・デザイナー。株式会社andu amet （日本・東京）CEO、atelier andu amet P.L.C. （エチオピア・アディスアベバ）ジェネラルマネージャー。『カンブリア宮殿』、『ワールドビジネスサテライト』、『NHK World』等に出演。

## 人物・経歴
東京都渋谷区出身。
幼少の頃より、利他の精神でひとと接する祖母の姿に接し強い影響を受ける。幼少期をイラン・イラク戦争時代のイランで過ごす。
昔から絵を描いたり、ものを作ったりするのが好きな子供だった。学生時代は現代美術を専攻し、その後化粧品メーカーにデザイナーとして就職する。
はじめの頃は大好きな化粧品を企画することや、担当商品を様に選んでもらえることにやりがいを感じていたが、次第に安価な製品を短いサイクルで大量生産するものづくりのトレンドに疑問を感じるようになる。2002年にボランティアとしてアフリカへ渡る。エチオピアでファッションショーを企画開催、ガーナでフェアトレードプロジェクトを立ち上げるなど、ファッションやデザインに関するプロジェクトに複数携わる。
エチオピアでのボランティアを通じて、世界最高峰のエチオピアシープスキン（羊革）や優秀な職人たちと出会う一方、加工技術が未成熟であるが故、高品質なレザーが安価な原皮のまま先進国に輸出され、グローバルブランドにより高級品として生まれ変わる社会構造を目の当たりにする。
帰国後は外資系ラグジュアリーブランドに入社。マーケティング・クリエイティブを担当する。
2012年、株式会社andu ametを設立。世界最高峰の羊皮エチオピアシープスキンを贅沢に使用したラグジュアリーなレザー製品の製造・販売を開始。2015年、日本企業としては3社目となる現地法人をエチオピアに設立。
レザーの調達から生産、販売に至るサプライチェーンの全てにおいてサステナビリティを追求。その功績が高く評価され、数々の賞を受賞。
2023年11月、自身が代表兼チーフデザイナーを務める株式会社andu ametがグローバル認証「B Corp認証（ビーコーポレーション）」を取得。日本のフェアトレードブランドとしては初、途上国子会社とのグループで合同取得も国内初の事例、日本法人のB Corp認証取得企業としては32社め、世界では7477社めの取得となる（2023年11月時点）。
現在はエチオピアに在住し、日本や海外を行き来しながら、アフリカの魅力や可能性を発信 している。

## 受賞歴
- 2012年:日経ウーマン・オブ・ザ・イヤー2013キャリアクリエイト部門受賞。
- 2013年:DBJ女性ビジネスプランコンペティション特別賞受賞
- 2013年:JICA理事長賞受賞
- 2013年:APEC女性若手イノベーター賞受賞
- 2014年:日経ビジネス「日本の主役100人」選出
- 2015年:カルティエ「Change makers of the year」受賞
- 2017年:JETRO「Future Leading Women」選出[10]

## 親族
- 高祖父 渋沢栄一（実業家）
- 祖母 鮫島純子（著作家、2023年没）[11]
- 親戚　渋沢雅英（渋沢家当主、渋沢栄一記念財団初代理事長（相談役）、MRAハウス理事）
- 親戚　渋沢田鶴子（渋沢家次期当主、渋沢栄一記念財団理事）
- 又従兄弟　澁澤健

## テレビ出演
- 日経スペシャル カンブリア宮殿 百戦錬磨ゲスト×ものづくり新世代 ものづくり若武者スペシャル ～造り方を変えろ！世界を変えろ！90分拡大版～（2014年1月9日、テレビ東京）[12]